# Antonín Havlíček
Antonín Havlíček byl český a československý politik Komunistické strany Československa a poúnorový poslanec Národního shromáždění ČSR.

## Biografie
V roce 1948 se uvádí jako rolník a zemědělský tajemník KSČ, bytem Hnanice, okres Znojmo. V roce 1950 zasedal v Krajském výboru Jednotného svazu českých zemědělců Jihlavského kraje.
Ve volbách roku 1948 byl zvolen do Národního shromáždění za KSČ ve volebním kraji Jihlava. V parlamentu zasedal až do konce funkčního období, tedy do voleb v roce 1954.